# Kouchibouguacs nationalpark
Kouchibouguacs nationalpark är en nationalpark i New Brunswick, Kanada. Den 238 km² stora parken inrättades 1969 för att skydda växt- och djurlivet längs floden Kouchibouguacs stränder. 
Bland djurarterna i parken finns den hotade flöjtstrandpiparen  och den näst största tärnkolonin i Nordamerika. Längs de 25 kilometer långa sandstränderna finns kolonier av knubbsäl och gråsäl. 